# Piotr Kuleta
Piotr Kuleta (27 juin 1989) est un céiste polonais pratiquant la course en ligne.

## Biographie
Il a commencé à pratiquer le canoé dès l'âge de 12 ans sous la surveillance de son oncle Tomasz Kuleta et de Adam Smyk, un voisin et un coach qui a "reconnu son potentiel" et l'a convaincu de s'inscrire à un club, le Municipal Club de Trzebinia. Il a suivi des études à l'Université de Technologie à Opole, en Pologne.

## Palmarès

### Jeux olympiques
- 2012 à Londres (Royaume-Uni)
  - 9e en C-1 1000m
  - Qualifié en C-1 200m

### Championnats du monde
- 2010 à Poznań (Pologne)
  - 5e en C-4 1000 m
- 2011 à Szeged (Hongrie)
  - 5e en C-4 1000 m
- 2011 à Duisbourg (Allemagne)
  - 7e en C-1 1000 m
- 2015 à Milan (Italie)
  -  Médaille de bronze en C-2 1000 m
- 2018 à Szeged
  - Médaille de bronze C-1 1000m (Finale B)
- 2019 à Duisbourg
  - Médaille d'argent en C-2 500m

### Championnats d'Europe
- 2009 à Brandebourg (Allemagne)
  - 7e en C-1 1000 m[2]

### Championnats de Pologne
- Champion de C-1 1000m en 2008
- Vice-champion de C-1 1000m en 2009
- troisième de C-1 1000m en 2011